# Berhoum
Berhoum (em árabe: برهوم) é uma cidade e comuna localizada na província de M'Sila, Argélia. Segundo o censo de 2008, a população total da cidade era de 23 620 habitantes.